# Raúl Chanes
Raúl Chanes ist ein ehemaliger mexikanischer Fußballspieler, der anfangs im Mittelfeld agierte, bevor er die meiste Zeit seiner aktiven Karriere als Abwehrspieler tätig war. 

## Laufbahn
Chanes begann seine Laufbahn möglicherweise beim Club Atlas, bei dem er noch im Mittelfeld agierte. Um 1960 wechselte er zu den UNAM Pumas, mit denen er 1962 die Zweitligameisterschaft gewann und in die höchste Spielklasse aufstieg. Bei den Pumas stand er bis zur Saison 1965/66 unter Vertrag und bestritt 106 Spiele. Anschließend wechselte er zum Club Deportivo Guadalajara, bei dem er seine aktive Laufbahn in der Saison 1966/67 beendete.